# Lepa
Lepa is een plaats in Samoa en is gelegen in het district Atua op het eiland Upolu. Het dorp had in 2006 een inwonersaantal van 170. 
Lepa is ook de naam van een verkiezingsdistrict waar zes kleine dorpen in liggen waaronder Lepa Village. Die zes dorpen samen hadden in 2006 ongeveer 1.429 inwoners.
Lepa is de geboorteplaats van premier Tuilaepa Aiono Sailele Malielegaoi.
In de aardbeving op de Samoa-eilanden in 2009 werd Lepa ernstig beschadigd. Alleen de kerk en het welkomstteken bleven na de tsunami nog rechtstaan.